# Höchstädt an der Donau
Höchstädt an der Donau è un comune tedesco di 6 707 abitanti, situato nel land della Baviera.